# Мішель Орест
Мішель Орест-Лафонтен (1859—1918) — президент Гаїті з травня 1913 до січня 1914 року. Був реформістом, якого підтримували сили, лояльні до землевласницької еліти, так само як і його наступник Орест Самор.
Помер у вигнанні, у Нью-Йорку 28 жовтня 1918 року.